# L'orologio della morte
L'orologio della morte (titolo originale Death Watch) è un romanzo poliziesco del 1935 di John Dickson Carr, il quinto della serie di gialli che ha come protagonista il dottor Gideon Fell, il corpulento docente universitario esperto risolutore di delitti impossibili.

## Trama
Londra, agosto 1932. Nei grandi magazzini Gamridge si consuma un delitto sotto gli occhi di numerosi testimoni. Una donna, sorpresa a rubare alcuni oggetti in esposizione, uccide con un coltello d'argento il capo commesso che aveva provato a fermarla. Tuttavia le persone presenti al delitto non riescono a fornire una descrizione attendibile dell'assassina, che fugge con alcuni oggetti fra cui un orologio costruito da Johannus Carver. La casa dove abita e lavora Carver si trova al numero 16 di Lincoln's Inn Fields, vicino al monolocale che ha preso in affitto il professor Melson, amico e collega del dottor Gideon Fell.
Una settimana dopo il delitto, Melson e Fell si ritrovano a trascorrere una serata insieme, e Fell convince l'amico a farsi condurre presso la sua abitazione in Lincoln's Inn Fields, in modo da poter dare un'occhiata ad un antico dizionario di latino medievale appena acquistato da Melson. In realtà il dottor Fell è interessato al delitto dei magazzini Gamridge ed al suo collegamento con l'orologio costruito da Carver. Non appena i due amici giungono a destinazione intorno alla mezzanotte, si rendono conto che la porta della casa dell'orologiaio è aperta e decidono pertanto di entrare - assieme ad un poliziotto di ronda - per capire che cosa sta accadendo all'interno.
I sospetti dei tre uomini sono corretti: da poco è stato compiuto un delitto ed un uomo ferito a morte giace al primo piano della casa, accasciato sulla soglia dell'appartamento di uno degli inquilini.
Attorno alla vittima ci sono tre persone: sul pianerottolo una ragazza giunta dabbasso, mentre all'interno dell'appartamento vi sono due uomini, Calvin Boscombe e l'ex ispettore di polizia Peter Stanley.
Boscombe ha una pistola in pugno e la ragazza, Eleanor Carver, lo accusa di aver ucciso l'uomo e chiede che venga arrestato. Tuttavia il morto, che nessuno dei presenti riconosce, non è stato ucciso con un colpo di pistola, infatti alla base del suo collo è stato conficcato un oggetto d'acciaio ricoperto da vernice dorata.
La curiosa arma del delitto è la lancetta dei minuti di un grosso orologio che il signor Carver stava costruendo per un amico baronetto.
Nel corso della notte gli investigatori hanno modo di sentire il racconto di Donald Hastings, che si trovava sul tetto della casa in attesa di incontrare in segreto Eleanor, la sua fidanzata. Durante l'ultimo mese Hastings ha potuto osservare dal lucernario tutto ciò che avveniva nel salotto di Boscombe e riferisce a Fell ed all'ispettore Hadley che i due uomini stavano progettando un delitto perfetto, al solo scopo di verificare il comportamento di un uomo consapevole di stare per morire. La vittima doveva essere uno sconosciuto, un pover'uomo qualsiasi che poteva essere scambiato per un ladro. In realtà l'uomo ucciso era l'ispettore di polizia di Scotland Yard che stava indagando sul caso dei magazzini Gamridge: un'incredibile coincidenza oppure c'è un collegamento fra i due delitti?

## Personaggi principali
- Johannus Carver - orologiaio
- Eleanor Carver - sua pupilla
- Millicent Steffins - amica della defunta signora Carver
- Donald Hastings - fidanzato di Eleanor
- Gli inquilini di casa Carver: 
  - Lucia Handreth - avvocato, cugina di Hastings
  - Christopher Paull - giovane sfaccendato
  - Calvin Boscombe - ricco intellettuale
- Peter Stanley - ex ispettore capo di Scotland Yard
- Signora Goron - governante di casa Carver
- George Ames - ispettore di Scotland Yard
- Sergente Betts - poliziotto
- David Hadley - ispettore capo di Scotland Yard
- Dottor Gideon Fell - investigatore
- Professor Walter Melson - amico del dottor Fell

## Critica
"L'enigma, come sempre per Carr, è bizzarro e misterioso: un poliziotto, venuto ad arrestare una delle donne nella casa di Johannus Carver in Lincoln's Inn Fields per furto e omicidio, viene pugnalato con la lancetta di un orologio. Nel romanzo di Carr più cupo dai primi Bencolin (e in stridente contrasto con i primi Fell) l'atmosfera è minacciosa e claustrofobica, con una forte vena di pazzia [...] Il dottor Fell è in splendida forma, domina il libro dall'inizio alla fine e tiene affascinanti (sebbene irrilevanti) conferenze sugli orologi e sull'Inquisizione Spagnola [...] Il suo dibattito con il capo ispettore Hadley riguardo alla colpevolezza del principale indiziato è uno dei punti di forza del libro; e sebbene Hadley ignori alcune prove, il trattamento del mancinismo è intelligente e l'argomentazione logica è preludio a quella della terza parte di Delitti da mille e una notte. La detection è particolarmente forte, gli indizi, incluso uno preso in prestito da Il pugnale alato di Chesterton, sono collocati con classico tempismo; è un peccato, però, che l'alloggio di Ames non venga perquisito prima. [...] un difetto più grave è che la trama è troppo sottile e troppo contorta per essere interamente convincente. In effetti, Carr ammette che i fili della trama sono 'intricati e non necessari'".

## Edizioni
- John Dickson Carr, Death Watch, collana Penguin Crime, Penguin Books, 1963,  p. 251.
- John Dickson Carr, L'orologio della morte, collana il Giallo Mondadori (n. 1484), Arnoldo Mondadori Editore, 1977.
- John Dickson Carr, L'orologio della morte, traduzione di Arnaldo Sole, collana Classici del Giallo (n. 988), Arnoldo Mondadori Editore, 2003,  p. 262.